# Михал Радживил
Княз Мѝхал Гедѐон Херо̀ним Раджѝвил, герб Тро̀мби (на полски: Michał Gedeon Hieronim Radziwiłł) е полски аристократ и военачалник, генерал, участник в борбите срещу Третата подялба на Полша, главнокомандващ на Ноемврийското въстание (1830 – 1831.

## Биография
Михал Радживил е представител на полския магнатски род „Радживил“, част от висшата шляхта в Литва и Жечпосполита още от XIV век. Роден е на 24 септември 1778 година във Варшава, като трети син в семейството на Хелена (с родова фамилия Пшезджецка) и Михал Хероним Радживил, виленски войвода. В периода 1792 – 1794 година учи в Гьотингенския университет.

### Военна кариера
През 1807 година Михал Радживил поема командването (с чин полковник) на Втора легия – бойна формация, създадена от Наполеон при разгрома на Прусия от поляци на пруска служба. По-късно се включва в армията на Варшавското херцогство като командир на полк, а от 1811 – като бригаден генерал. През 1813 година се отличава при отбраната на Гданск. Оттегля се от военна служба след края на Наполеоновите войни и възстановяването на руската власт в Полша. По време на Ноемврийското въстание, през януари 1831 година е назначен от Сейма за главнокомандващ на въстаническите войски. Практически оставя изпълнението на тази длъжност на заместника си Юзеф Хлопицки. Подава оставка на 26 февруари – ден след сражението при Грохов. Застъпва се за помирение с Русия. След потушаването на въстанието е заточен от руските власти до 1836 година.